# Ketill Hanstveit
Ketill Are Hanstveit (ur. 2 listopada 1973 w Bergen, Hordaland) – norweski trójskoczek. Reprezentował barwy klubu IL Norna-Salhus. Podczas kariery mierzył 178 cm, ważył 65 kg.

## Kariera
Hanstveit zajął 5. lokatę podczas mistrzostw Europy juniorów (Saloniki 1991), 10. miejsce na Mistrzostwach świata juniorów w 1992 roku w Seulu, 8. miejsce na Halowych Mistrzostwach Europy w 1996 roku w Sztokholmie, 12. miejsce na Mistrzostwach Europy w 1998 roku w Budapeszcie i 5. miejsce w Halowych Mistrzostwach Europy w 2000 roku w Gandawie. Czwarty zawodnik Finału Grand Prix IAAF (Doha 2000). Wielokrotnie reprezentował Norwegię w zawodach Pucharu Europy.
Uczestniczył też w igrzyskach olimpijskich w 2000 roku, jednak nie zdołał awansować do rundy finałowej, z wynikiem 16,75 m zajął 13. miejsce w eliminacjach, do finału awansowała czołowa 12, Amerykanin Walter Davis uzyskał taki sam rezultat co Hanstveit, jednak awansował do finału, z uwagi na lepszy wynik w drugim najlepszym skoku (16,72 wobec 16,62 Norwega).
Jego najlepszym wynikiem w karierze był 17,27 m na zawodach w Byrkjelo 8 sierpnia 1999 roku. Do tej pory jest to rekord Norwegii w trójskoku. Łącznie ośmiokrotnie ustanawiał rekordy kraju w trójskoku na otwartym stadionie (16,47 – 16,71 – 16,76 – 16,86 – 16,88 – 16,89 – 17,02 – 17,27). W hali rekord życiowy Hanstveit wynosi 16,95 m (4 lutego 1998, Tampere).

## Osiągnięcia
- Mistrz Norwegii w trójskoku (8x) : 1992, 1993, 1994, 1997, 1998, 1999, 2001, 2002[5]
- Halowy Mistrz Norwegii w trójskoku (4x) : 1995, 1996, 1998, 2002[6]
- Halowy Mistrz Norwegii w skoku w dal z miejsca : 1996[6]
- Międzynarodowy Mistrz Izraela w trójskoku : 1999[7]